# Charles Martinet
Charles Andre Martinet (17 de setembre de 1955) és un actor de veu Americà, conegut principalment pel seu paper en la veu del famós personatge de Nintendo, Mario. També ha estat doblant altres personatges de Nintendo des dels anys 1990 fins al 2023, personatges com Luigi, Baby Luigi, Baby Mario, Waluigi, Wario i Toadsworth.

## Biografia
Quan Martinet tenia 12 anys, ell i la seva família es van mudar a Barcelona i anys més tard a París, França. Va entrar a l'Escola Americana de París. Finalment es va graduar l'any 1974. Les llengües que parla amb fluïdesa són el Francès i el Castellà.
Martinet va anar a la Universitat de Califòrnia a Berkeley on tenia la intenció d'estudiar Llei Internacional. L'últim any d'universitat, un amic el va recomanar que s'apuntés a classes d'actuació i teatre, ja que Martinet tenia pànic escènic. La seva primera feina com a actor va ser un monòleg de Spoon River Anthology. Finalment, va estudiar i aprendre al Berkeley Repertory Theatre. Després d'aprendre i practicar a Berkeley durant molts anys, Charles Martinet marxa a Londres, al Drama Studio London, on va millorar la seva tècnica i va descobrir el seu talent pels accents i dialectes.
Quan Martinet va tornar a Califòrnia, va entrar al Berkeley Repertory Theatre. En acabar, va convertir-se en membre fundador del San Jose Repertory Theatre durant quatre anys.

## Carrera Professional
Charles Martinet va començar a treballar amb la companyia Nintendo l'any 1990 doblant al personatge Mario. Tant en els videojocs com en programes de televisió infantils temàtics d'aquest personatge.
Quan en Mario va començar a ser doblat per Martinet, Nintendo va utilitzar una tècnica revolucionària en aquells temps. El que van fer va ser gravar a Charles amb una càmera especial quan doblava la veu de Mario i després quan en Mario era recreat en 3D utilitzaven els moviments de la cara de Martinet.
El començament de la seva carrera
Però la història de Martinet amb Nintendo comença molt abans. Martinet es va guanyar la feina quan un amic seu li va dir que aniria a fer una audició en una fira perquè necessitaven gent que “parlés com un lampista”. Martinet va fer l'audició pràcticament a l'últim minut, ja que els directors del càsting ja estaven tancant la jornada.
Els del càsting li van dir: “ets un lampista italià de Brooklyn”.
Martinet tenia la idea de parlar com un estereotipat Itàlia nord-americà amb una veu profunda i robusta (que és la veu que va sonar als dibuixos de Super Mario Bros, Super Show, Super Mario Bros 3 i Super Mario World (els dibuixos animats).
Va pensar que la veu que faria sonava molt ronca i que als nens petits no els i agradaria i va improvisar una veu més agradable i més suau, que és la veu que té actualment en Mario.
El seu pas a Nintendo
El debut de la veu de Martinet en un videojoc va ser l'any 1955 en una interfície d'un videojoc però oficialment va ser l'any 1996 en el videojoc Super Mario 64.
Durant el desenvolupament d'aquest mateix joc, Charles Martinet va presentar una idea als creadors i dissenyadors del joc. Va proposar que quan en Mario es posés a dormir somiés amb pasta. Als responsables del joc els va agradar i en Mario, en el joc, quan somia diu: “spaghetti, ravioli, mamma mia”.
Al llarg de la seva carrera com a actor de veu ha doblat molts  personatges com: Mario, Luigi, Wario, Waluigi, Toadsworth, Metal Mario, Shadow Mario, Piantas (Mascle), Mini-Mario Toys, Baby Mario, Baby Luigi i Baby Wario, entre molts altres.
L'any 2018 Martinet va formar part dels World Record Guinness, obtenint el títol de la persona que més vegades ha doblat a un sol personatge (100), doblant al personatge Mario en el joc Super Smash Bros Ultimate per Nintendo Switch, tret al mercat el 7 de Desembre d‘aquell mateix any.
La seva veu ha estat utilitzada en els jocs en versió anglesa i japonesa.
Per completar la seva carrera ha actuat en diversos xous televisius, fires i altres esdeveniments importants relacionats amb els videojocs i altres.

## Aparences públiques
Gràcies a ser la veu de Mario, Martinet s'ha anat fent conegut al llarg dels anys. A  poc a poc ha anat fent aparences públiques a esdeveniments relacionats amb videojocs on coneixia admiradors seus, es feia fotografies, i signava autògrafs.
Ha fet també aparences a esdeveniments com Electronic Entertainment Expo, Gamescom i a Eurogamer Expo. També ha estat a esdeveniments de llançament de jocs al mercat com Super Mario Galaxy i Super Mario Galaxy 2.

## Filmografia
A continuació les series i pel·lícules en les que Martinet ha actuat.
- Brotherhood of Justice (1986) (TV) - Deputy
- Hard Traveling (1986) - Dist. Atty. Cobb
- The Dead Pool (1988) - Reporter de l'estació de policia #1
- Midnight Caller - Mark Heller (1 episodi, 1989)
- Matlock - Bo Edmunds (1 episode, 1989)
- Mom (1990) - Mr. Hernández
- The Last of His Tribe (1992) (TV) - Assistent del Director del Museu
- Reasonable Doubts - Bartender (1 episodi, 1992)
- JoJo's Bizarre Adventure (1993) - Pilot B
- Criminal Hearts (1995) (as Charles Martínez) - Juan
- Compromising Situations - Sal (1 episodi, 1995)
- Nine Months (1995) - Arnie
- Nash Bridges - Hermsdorf (1 episodi, 1996)
- Death in Granada (1997) - Enterrador de morts
- The Game (1997) - el pare de Nicholas
- A Thousand Men and a Baby (1997) (TV) - conductor de Seattle
- Sheer Passion (1998) - Lou
- Air America - David Dixon (1 episodi, 1998)
- Las Aventuras de Mouser y Beezo - Mouser i diversos personatges (1999 present)
- ER - Eddy (1 episodi, 2002)
- NYPD Blue - Funcionari Judicial (1 episodi, 2003)
- The Californians (2005) - Regidor de l'Ajuntament
- Red Shoes and the 7 Dwarfs (2019) - Príncep

## Videojocs
Videojocs, la següent llista mostra els videojocs en que Charles Martinet ha participat, l'any i els personatges a qui posa veu.
- Mario vs Donkey Kong (2024) - Mario/Mini Mario
- Mario Party Superstars (2021) - Mario/Luigi/Wario/Waluigi/
- New Super Mario Bros U. Deluxe (2019) - Mario/Luigi
- Super Smash Bros Ultimate (2018) - Mario/Luigi/Wario/Waluigi/Doctor Mario
- Mario Tennis Aces (2018) - Mario/Luigi/Wario/Waluigi
- Runner3 (2018) - Narrador
- Super Mario Odyssey (2017) - Mario
- Super Mario Run (2016) - Mario/Luigi
- Mario & Luigi: Paper Jam (2016) - Mario/Luigi/Mario de paper/Luigi de paper
- Mario & Sonic at the Rio 2016 Olympic Games (2016) - Mario/Luigi/Wario/Waluigi
- Super Mario Maker (2015) - Mario/Luigi
- Mario Party 10 (2015) - Mario/Luigi/Wario/Waluigi
- Puzzle & Dragons Z + Puzzle & Dragons: Super Mario Bros. Edition (2015) - Mario/Luigi
- Mario VS. Donkey Kong: Tipping Stars (2015) - Mario
- Super Smash Bros. per a Nintendo 3DS i Wii U (2014) - Mario/Luigi/Wario/Waluigi/Doctor Mario
- Super Mario 3D World (2013) - Mario/Luigi
- Mario & Luigi: Dream Team Bros. (2013) - Mario/Luigi
- Bit.Trip Presents Runner 2: Future Legend of Rhythm Alien (2013) - Narrador
- New Super Mario Bros. 2 (2012) - Mario/Luigi
- Mario Kart 7 (2012) - Mario/Luigi/Wario
- New Super Mario Bros. U (2012) - Mario/Luigi
- Mario Party 9 (2012) - Mario/Luigi/Wario/Waluigi
- The Elder Scrolls V: Skyrim (2011) - Paarthurnax
- Mario Sports Mix (2011) - Mario/Luigi/Wario/Waluigi
- Super Mario Galaxy 2 (2010) - Mario/Luigi
- New Super Mario Bros. Wii (2009) - Mario/Luigi
- Ratchet & Clank Future: A Crack in Time (2009) - Orvus
- Mario & Sonic at the Olympic Winter Games (2009) - Mario/Luigi/Wario/Waluigi
- Mario & Luigi: Bowser's Inside Story (2009) - Mario/Luigi
- Wario Land: The Shake Dimension (2008) - Wario
- Mario Super Sluggers (2008) - Mario/Luigi/Wario/Waluigi/Baby Mario/Baby Luigi/Toadsworth
- Dr. Mario Online Rx (2008) - Dr. Mario
- Mario Kart Wii (2008) - Mario/Luigi/Wario/Waluigi/Baby Mario/Baby Luigi
- Super Smash Bros. Brawl (2008) - Mario /Luigi /Wario/Waluigi
- Super Mario Galaxy (2007) - Mario/Luigi
- Mario & Sonic at the Olympic Games (2007) - Mario/Luigi/Wario/Waluigi
- Mario Strikers Charged (2007) - Mario/Luigi/Wario/Waluigi
- World in Conflict (2007)
- Mario Party 8 (2007) - Mario/Luigi/Wario/Waluigi/MC Ballyhoo
- Super Paper Mario (2007) - Mario/Luigi
- Wario: Master of Disguise (2007) - Wario
- Wario Ware Smooth Moves (2007) - Wario
- New Super Mario Bros. (2006) (veu) - Mario/Luigi
- Super Princess Peach (2006) (veu) - Mario/Luigi
- Mario Party 7 (2005) - Mario/Luigi/Wario/Waluigi/Toadsworth
- Super Mario Strikers (2005) - Mario/Luigi/Wario/Waluigi
- Mario & Luigi: Partners in Time (2005) - Mario/Luigi/Baby Mario/Baby Luigi
- Mario Kart Arcade GP (2005) - Mario/Luigi/Wario/Waluigi
- Mario Kart DS (2005) - Mario/Luigi/Waluigi/Wario
- SSX on Tour (2005) - Mario
- Mario Superstar Baseball (2005) - Mario/Luigi/Baby Mario/Baby Luigi/Wario/Waluigi/Toadsworth
- Yoshi Touch & Go (2005) - Baby Mario/Baby Luigi
- Wario Ware Twisted! (2005) - Wario
- Mario Party 6 (2004) - Mario/Luigi/Wario/Waluigi
- Super Mario 64 DS (2004) - Mario/Luigi/Wario
- Mario Power Tennis (2004) - Mario/Luigi/Wario/Waluigi/Toadsworth
- Mawaru made in Wario (2004) - Wario
- Mario Pinball Land (2004) - Mario
- Paper Mario: La puerta milenaria (2004) - Mario
- Mario vs. Donkey Kong (2004) - Mario
- Mario Golf: Advance Tour (2004) (veu)
- Mario & Luigi: Superstar Saga (2003) - Mario, Luigi
- Mario Party 5 (2003) - Mario/Luigi/Wario/Waluigi
- Mario Kart: Double Dash!! (2003) - Mario/Luigi/Wario/Waluigi/Baby Mario/Baby Luigi
- Wario Ware, Inc.: Mega Party Game$! (2003) - Wario
- Gladius (2003) - Veus Adicionals
- Mario Golf: Toadstool Tour (2003) - Mario/Luigi/Wario/Waluigi
- Wario Ware, Inc.: Mega Microgame$! (2003) - Wario
- Shinobi (2002) - Veu
- Mario Party 4 (2002) - Mario/Luigi/Wario/Waluigi
- Super Mario Sunshine (2002) - Mario/Toadsworth
- Star Wars: Jedi Knight II - Jedi Outcast (2002) - Bespin guard 2/Civilian Male/Imperial Officer 2/Rebel Shock *Troop 3....
- JSRF: Jet Set Radio Future (2002) - Gouji Rokkak
- Wario World (2002) - Wario
- Super Mario World: Super Mario Advance 2 (2001) - Mario, Luigi
- Cel Damage (2001) - Diversos
- Super Smash Bros. Melee (2001) - Mario/Luigi/Dr. Mario
- Mad Dash Racing (2001)
- Luigi's Mansion (2001) - Luigi/Mario
- Forever Kingdom (2001) - Darsul
- Super Mario Advance (2001) - Mario/Luigi/Wart/Clawgrip/Triclyde/Mouser
- Wario Land 4 (2001) - Wario
- Star Wars: Galactic Battlegrounds (2001) - 2-1B, AT-AT conductor/OOM-9
- Shadow of Destiny (2001) - Homunculus
- Mario Party 3 (2000) - Mario/Luigi/Wario/Waluigi
- Skies of Arcadia Legends (2000) - Vigoro
- Mario Tennis (2000) - Mario/Luigi/Wario/Waluigi
- Mario Party 2 (1999) - Mario/Luigi/Wario
- Slave Zero (1999) - Old One, Sangonar
- Carmen Sandiego's Great Chase Through Time (1999) - William Shakespeare/Ludwig van Beethoven
- Mario Golf (1999) - Mario/Luigi/Wario
- Super Smash Bros (1999) (Hi ha un error als crèdits, es mostra el cognom de Martinet com a  Charles Martinee) - Mario/Luigi
- Star Wars: X-Wing Alliance (1999) - Adm. Holtz
- Rising Zan: The Samurai Gunman (1999) - Master Suzuki
- Mario Party (1998) - Mario/Luigi/Wario
- Mario Kart 64 (1996) - Mario/Luigi/Wario
- Super Mario 64 (1996) - Mario
- Solar Eclipse (1995) - Spinner
- Space Quest VI: The Spinal Frontier (1995) - Pa Conshohocken/Ray Trace/PiTooie
- Mario's FUNdamentals (1995) - Mario/Luigi
- Mario's Game Gallery (1995)...Mario.(Aquest joc no és de Nintendo va ser creat per Interplay Entertainment.)[cal citació]